# たべごろマンマ!
『元気が出るごちそうバラエティー たべごろマンマ!』（げんきがでるごちそうバラエティー たべごろマンマ）は、日本テレビ系列で2005年4月16日から2008年3月29日まで放送されていた料理番組。前番組『冒険!CHEERS!!』に引き続き、イオンの単独スポンサーである。

## 出演者
- キングコング（梶原雄太・西野亮廣）
- ベッキー

## 内容
キングコング・ベッキーと毎回1～3組のゲストが日本各地を訪れ、観光やグルメを楽しんだり、漁や農作物の収穫を手伝い、旬の食材を使って料理を作る。
ゲストにバラエティーアイドルや若手芸人が多いこともありバラエティ色が強い。
直接収穫できない食材（豚肉、マグロ等）を取り上げる場合は、食材に関するクイズ企画が行われる。
進行役は、西野→3人による交代制→梶原・ベッキーによる交代制と変遷していった（2チームに分かれるロケを除く）。
放送中は、常に画面左上に「たべごろマンマ!」とロゴが表示される。
2006年11月11日放送分（日本テレビおよび同時ネット局）よりステレオ放送になった。
2006年11月17日には初のレシピ本「たべごろマンマ! 元気が出るごちそう大事典」が日本テレビ出版部より発売された。当初は食材の健康効果を重視したオリジナルレシピが特徴であったが、2006年春以降は視聴者の要望からか概ね地元料理の紹介やオーソドックスなレシピが中心となっている。
イオングループのスーパーマーケットの生鮮食品売り場で、放送翌日から番組と連動したコーナーが設けられていた（一部店舗では実施されなかった可能性もあり）。
2007年3月3日放送分より地上デジタル放送・ワンセグにおいて番組と連動したデータ放送を開始した（時差ネットの局は除く）。
2007年5月12日放送分よりハイビジョン制作。
最高視聴率は2007年10月27日の15.3%（関東地区・ビデオリサーチ調べ）。しかしイオンのスポンサー降板などの事情もあり、2008年3月29日をもって3年間の放送に幕を下ろした。

## 特別番組・その他
- 2005年12月24日 18:00 - 19:00 - 『たべごろマンマ! 今年1年ごちそうさまでしたスペシャル』
- 2006年12月23日 18:00 - 19:00 - 『たべごろマンマ! 真冬においしい絶品鍋料理スペシャル』
- 2007年12月22日 18:00 - 19:00 - 『たべごろマンマ! 真冬の絶品鍋料理スペシャル』
※特番放送日はNNN夕方ニュース（『NNNニュースプラス1・サタデー』→『NNN Newsリアルタイム・サタデー』）の放送時間が30分繰り上がる。また通常版遅れネット局（後述）では特番も遅れネットで放送。
- 2006年11月18日の放送で、当時放送中の人気ドラマ『14才の母』で親子を演じた室井滋・三浦春馬がゲスト出演し、一種のコラボレーションを行った。
（放送日時は日本テレビ・同時ネット局）

## スタッフ
- ナレーター：真地勇志（2005年10月～）、加藤いづみ（2007年4月～）
  - キャラクターの声（現在はテロップ表示なし）/山本圭子、日比愛子、あおきさやか
- 構成：吉橋広宣、藤井靖大
- 協力：日テレアート
- キャラクターCG：ヨシヤス
- 美術プロデューサー：中原晃一
- デザイン：塚越千恵
- 大道具：矢部義明
- 装飾：宍倉正一
- フードコーディネーター：植田淳子（スパイスα）
- 技術：ビデオスクエア
- スチル：曽我部啓太、堤敏徳
- 編集：土井敬士（オムニバスジャパン）
- MA：番匠康雄
- 音効：保苅智子（サウンドエッグノッグ）
- TK：山沢啓子
- メイク：奥松かつら
- スタイリスト：末高陽子、大口アキラ
- リサーチ：宮内智弘、山根淳子
- PR：舘野智美
- デスク：難波亜矢
- チーフディレクター：諏訪陽介、相田貴史
- ディレクター：芝崎孝雄、水島紳一郎、福田逸平太、我妻哲也、猪股由太郎、斎藤雅人
- AD：伊東克郎、清水克洋、齋藤聡、蛯原俊行、吉筋公美、尾之上祐太
- アシスタントプロデューサー：川嶋典子、武政美紀（JGQ）、佐藤里絵
- 演出：古立善之
- プロデューサー：松本京子
- チーフプロデューサー：松岡至
- 制作協力：モスキート、THE WORKS、スパイスファクトリー
- 製作著作：日本テレビ

### 過去のスタッフ
- ナレーター：篠原ともえ（2005年4月 - 2007年3月）
- プロデューサー：篠宮浩司
- チーフプロデューサー：安岡喜郎
- ディレクター：古山晃、田口マサキ、吉田雅司、ソネタマエ、栗原利典、木下麗
- デスク：富永久美子

## 放映ネット局と各地の放送日時
| 放送対象地域   | 放送局                       | 系列                                           | 放送曜日・時間       | 放送日の遅れ |
| -------------- | ---------------------------- | ---------------------------------------------- | -------------------- | ------------ |
| 関東広域圏     | 日本テレビ（NTV） （制作局） | 日本テレビ系列                                 | 土曜 18:30 - 19:00   | 同時ネット   |
| 北海道         | 札幌テレビ（STV）            | 日本テレビ系列                                 | 土曜 18:30 - 19:00   | 同時ネット   |
| 青森県         | 青森放送（RAB）              | 日本テレビ系列                                 | 土曜 18:30 - 19:00   | 同時ネット   |
| 岩手県         | テレビ岩手（TVI）            | 日本テレビ系列                                 | 土曜 18:30 - 19:00   | 同時ネット   |
| 宮城県         | ミヤギテレビ（MMT）          | 日本テレビ系列                                 | 土曜 18:30 - 19:00   | 同時ネット   |
| 山形県         | 山形放送（YBC）              | 日本テレビ系列                                 | 土曜 18:30 - 19:00   | 同時ネット   |
| 福島県         | 福島中央テレビ（FCT）        | 日本テレビ系列                                 | 土曜 18:30 - 19:00   | 同時ネット   |
| 長野県         | テレビ信州（TSB）            | 日本テレビ系列                                 | 土曜 18:30 - 19:00   | 同時ネット   |
| 新潟県         | テレビ新潟（TeNY）           | 日本テレビ系列                                 | 土曜 18:30 - 19:00   | 同時ネット   |
| 静岡県         | 静岡第一テレビ（SDT）        | 日本テレビ系列                                 | 土曜 18:30 - 19:00   | 同時ネット   |
| 富山県         | 北日本放送（KNB）            | 日本テレビ系列                                 | 土曜 18:30 - 19:00   | 同時ネット   |
| 石川県         | テレビ金沢（KTK）            | 日本テレビ系列                                 | 土曜 18:30 - 19:00   | 同時ネット   |
| 福井県         | 福井放送（FBC）              | 日本テレビ系列／テレビ朝日系列                 | 土曜 18:30 - 19:00   | 同時ネット   |
| 中京広域圏     | 中京テレビ（CTV）            | 日本テレビ系列                                 | 土曜 18:30 - 19:00   | 同時ネット   |
| 近畿広域圏     | 読売テレビ（ytv）            | 日本テレビ系列                                 | 土曜 18:30 - 19:00   | 同時ネット   |
| 鳥取県・島根県 | 日本海テレビ（NKT）          | 日本テレビ系列                                 | 土曜 18:30 - 19:00   | 同時ネット   |
| 広島県         | 広島テレビ（HTV）            | 日本テレビ系列                                 | 土曜 18:30 - 19:00   | 同時ネット   |
| 山口県         | 山口放送（KRY）              | 日本テレビ系列                                 | 土曜 18:30 - 19:00   | 同時ネット   |
| 徳島県         | 四国放送（JRT）              | 日本テレビ系列                                 | 土曜 18:30 - 19:00   | 同時ネット   |
| 香川県・岡山県 | 西日本放送（RNC）            | 日本テレビ系列                                 | 土曜 18:30 - 19:00   | 同時ネット   |
| 愛媛県         | 南海放送（RNB）              | 日本テレビ系列                                 | 土曜 18:30 - 19:00   | 同時ネット   |
| 高知県         | 高知放送（RKC）              | 日本テレビ系列                                 | 土曜 18:30 - 19:00   | 同時ネット   |
| 福岡県         | 福岡放送（FBS）              | 日本テレビ系列                                 | 土曜 18:30 - 19:00   | 同時ネット   |
| 長崎県         | 長崎国際テレビ（NIB）        | 日本テレビ系列                                 | 土曜 18:30 - 19:00   | 同時ネット   |
| 熊本県         | くまもと県民テレビ（KKT）    | 日本テレビ系列                                 | 土曜 18:30 - 19:00   | 同時ネット   |
| 鹿児島県       | 鹿児島読売テレビ（KYT）      | 日本テレビ系列                                 | 土曜 18:30 - 19:00   | 同時ネット   |
| 秋田県         | 秋田放送（ABS）              | 日本テレビ系列                                 | 日曜日 11:00 - 11:30 |              |
| 山梨県         | 山梨放送（YBS）              | 日本テレビ系列                                 | 日曜日 10:55 - 11:25 |              |
| 大分県         | テレビ大分（TOS）            | 日本テレビ系列／フジテレビ系列                 | 水曜日 15:30 - 16:00 |              |
| 宮崎県         | テレビ宮崎（UMK）            | フジテレビ系列／日本テレビ系列／テレビ朝日系列 | 月曜日 16:23 - 16:53 |              |
| 沖縄県         | 沖縄テレビ（OTV）            | フジテレビ系列                                 | 月曜日 15:29 - 15:59 |              |
| 日本全域       | BS日テレ                     | BS放送                                         | 日曜日 16:30 - 17:00 |              |

- 札幌テレビ、ミヤギテレビ、中京テレビ、読売テレビ、広島テレビ、福岡放送の各局では、プロ野球のナイター中継を18:30から開始することがあり、その場合は日曜13:30 - 14:00の枠で振替放送する。（ただし、『たかじんのそこまで言って委員会』を放送している局は代替放送がない地域がほとんど）。また、8月の24時間テレビ放送日は番組休止となる。
- 24時間テレビ放送日にあたる場合は単発番組などで穴埋めする（時差ネット放送時刻がちょうど重複する秋田放送・山梨放送を除く）。
- 2008年2月17日は、午前中に日本テレビ系列全国ネットで東京マラソンの中継があったため、秋田放送は2008年2月17日の14時30分から山梨放送は15時00分の時差ネットを行った。